# Jürgen von Maercken zu Geerath
Jürgen von Maercken zu Geerath (* 14. August 1915 in Berlin-Tempelhof; † 14. Februar 1945 bei Nieder-Seifersdorf in Schlesien) war ein deutscher Offizier.

## Leben
Jürgen Leo Egon Gottfried Hubert Freiherr Maercken zu Geerath entstammte dem Adelsgeschlecht Maercken zu Geerath und war der Sohn des Juristen Curt von Maercken zu Geerath (1887–1945) und seiner Ehefrau Martha Henriette Elisabeth, geborene Edle von Poschinger (1891–1980). Zusammen mit seinen Geschwistern Curt (1918–1942 auf See) und Dagmar (* 1919) wuchs er in München auf. Hier besuchte er ab 1925 das Maximiliansgymnasium, an dem er 1935 das Abitur ablegte, unter anderem mit Ernst Bodensteiner, Georg Brauchle, Eberhard Hanfstaengl, Albert Lempp, Johanna Lenz, Paul Paede und Franz Josef Strauß. Der Ehe mit Ingeborg von Maercken entstammten zwei Töchter, Elke und Karen.
Jürgen von Maercken trat in die Wehrmacht ein, wurde mit dem 1. April 1937 zum Leutnant befördert und im Zweiten Weltkrieg als Adjutant der Panzerabwehr eingesetzt. Im Rang eines Oberleutnants war er Chef der 1. Kompanie des Panzerregiments 36 der 4. Panzer-Division sowie Kommandeur der Panzer-Ersatzabteilung „Sagan“. Mit dem 1. Februar 1944 erfolgte die Beförderung zum Major. Von Maercken fiel kurz vor Kriegsende in den Kämpfen der Heeresgruppe Mitte gegen sowjetische Truppen zwischen Görlitz und Rothenburg bei Nieder-Seifersdorf in Schlesien.

## Auszeichnungen
- Eisernes Kreuz 1. und 2. Klasse
- 17. September 1941: Ritterkreuz des Eisernen Kreuzes
- Panzerkampfabzeichen